# Kostobar II
Kostobar II (zm. po 66) – przedstawiciel dynastii herodiańskiej, krewny króla Heroda Agryppy II.
Jego pochodzenie nie jest znane. Przypuszcza się na podstawie przesłanek onomastycznych, że mógł być synem Antypatra III, siostrzeńca Heroda Wielkiego.
Około 62 roku w czasie walk między stronnikami arcykapłanów Jezusa syna Damnajosa i Jezusa syn Gamaliela Kostobar II ze swoim bratem Saulem zebrał - według relacji Józefa Flawiusza - bandę wykolejeńców na czele których dopuszczali się gwałtów i grabieży.
Na początku wojny żydowskiej w 66 roku opuścił Jerozolimę, chroniąc się pod opieką Cestiusza Gallusa, rzymskiego namiestnika Syrii. Według jednej relacji jeszcze w 66 roku przez Gallusa, według innej w 67 roku przez Wespazjana został wysłany do cesarza Nerona, aby zdać relację na temat sytuacji w Judei.
Dalsze losy Kostobara II nie są znane.